# Богословское образование в России
Богословское образование в России появилось в XVI веке. После Октябрьской революции оно пришло в упадок. В современной России существует две системы степеней: кандидат богословия, присуждаемый церковными организациями, и кандидат теологии, с 2017 года присуждаемый ВАК.

## Зарождение
В отличие от Запада, для преподавания богословия в средневековой Руси образцами служили школы Византии (например, Константинопольский университет) и Болгарии и, возможно, Англии и Ирландии.
Вначале в русских землях существовали школы начального обучения — дьяковские, с учителем псаломщиком, а также школы при храмах и монастырях, где учили чтению, письму, счёту, церковному пению. 2-я пол. XVI века является временем бурного развития протестантских (кальвинистских, арианских, социнианских и т. д.) и католических школ на западнорусских землях (первые иезуитские коллегии появились в Вильно и Ярослав(л)е (Галицком) в 1570 и 1571), причём ввиду отсутствия православного богословского образования православные шляхтичи и богатые русские охотно отдавали детей в эти школы, особенно в иезуитские коллегии, где иезуиты обещали не заниматься прозелитизмом, но на практике оказалось, что многие выпускники или переходили в римокатоличество, или становились сторонниками унии, хотя многие известны и как ревнители православия (Например, Хмельницкий). Острожская славяно-греко-латинская школа, основанная в 1576 году князем Константином Острожским как альтернатива инославному теологическому образованию, стала первой православной высшей школой в Восточной Европе. Первые Братские школы известны как вузы в 1585 году при Львовском Успенском (Львовская братская школа) в центре Русского воеводства Польши и Виленском Троицком братствах. Именно эти вузы играли ведущую роль в образовательной системе православного богословия до появления Киево-Могилянской коллегии (1632). Братские школы были созданы также в Бресте (1591), Могилёве (1590—1592), при Рогатинском (1589), Городокском (1591), Перемышльском (1592), Комарнинском (1592), Бельском (1594), Люблинском (1594), Каменец-Подольском (90-е годы XVI века), Галичском (кон. XVI века) братствах. На организацию этих братств и их школ оказывало непосредственное влияние Львовское братство, направлявшее учителей, выкупившее типографию первопечатника Ивана Фёдорова, снабжавшее другие братства и школы и все русские земли, в том числе, Русское государство, книгами из собственной типографии. В XVII веке число школ увеличилось: в 1609 году существовала школа при Львовском Богоявленском братстве, в 1613 году открылась школа при Минском Петропавловском 2-м братстве, в Киеве братская школа появилась в 1615 году в год учреждения Киевского братства, в Луцке — в 1619/20 году. В начале XVII века возникли братские школы в Замостье, Холме, Виннице, Немирове, Пинске. Школы с начальным обучением стали организовываться и при небольших сельских или местечковых братствах. Между братствами существовало тесное сотрудничество, в том числе, в сфере образования. Так, вначале Львовское братство посылало в Вильно учителей и книги, воспитанники виленского училища (Сильвестр Коссов, Исаия Трофимович-Козловский) преподавали во Львове; в 20-х годы XVII века многие учителя уехали из Львова в Киев. Типичным явлением были временные учителя и ученики, не имевшие постоянного места преподавания или обучения. Судьба братских школ на западнорусских землях была различна. На протяжении всего времени своего существования важнейшим центром духовного просвещения оставалась киевская школа, после преобразования в коллегию оказавшаяся в середине XVII века в составе Московского государства. Однако большинство братских школ потеряли своё значение, упадок братского просвещения начался в середине XVII века. В конце XVII — начале XVIII века многие братства под давлением католиков и униатов закрылись или приняли унию. До конце XVIII — начале XIX века продолжали существование братства в Бресте, Бельске, Вильно, Минске, Заблудове (теперь Белостокское воеводство Польши), Пинске, Слуцке, Мозыре и др. городах и местечках, но школы при братствах, по-видимому, закрылись или преподавание в них было низведено на уровень начального обучения грамоте. Ставропигийский институт, всегда придерживавшийся, как и Львовское братство, русофильской ориентации, был ликвидирован после присоединения Львова к СССР за отказ профессуры от признания себя украинцами. Первой ставропигиальной духовной школой на Руси стала Киево-Могилянская академия (называвшаяся первоначально коллегией), созданная митрополитом Петром Могилой (Петру Мовилэ) в Киеве в середине XVII века по образцу коллегий Общества Иисуса, до 1592 года отличавшихся полным отрицанием расизма, национализма и русофобии. Пётр устроил независимо от киево-братской школы высшее училище «для преподавания свободных наук на греческом, славянском и латинском языках» (1631) при Киевской лавре, но когда братчики признали его блюстителем и опекуном своей школы и подчинили её исключительно власти Константинопольского патриарха, которого представлял в Киеве Пётр, он объединил свою лаврскую школу с братской. Первым ректором стал впоследствии первый русский доктор богословия Исаия Трофимович-Козловский. В XVII века Киево-Могилянская академия имела 8 классов, делившихся на младшее (4 класса), среднее (2 класса) и старшее (2 класса) отделения. Продолжительность обучения в академии доходила до 12 лет. В коллегии преподавались: славянские, греческий, латинский и польский языки, грамматика, риторика, пиитика (поэзия), философия, арифметика, геометрия, астрономия, музыка, богословие. В младших и средних отделениях учащиеся назывались учениками (спудеями), преподаватели — учителями (дидаскалами); в двух старших отделениях — студентами и профессорами. Преподавание велось главным образом на латыни, церковнославянский язык использовался, в основном, только при богослужении. Ввиду отсутствия единого живого языка русских (старобелорусский язык не был уже живым и не был в ходу в Черниговско-Северской земле, присоединённой к Украине только в Смуту) в этой же коллегии по предложению А. Киселя на основе синтаксиса черниговско-курского диалекта был впоследствии разработан российский (нынешний русский) литературный язык и для преподавания богословия и свободных наук и, как предлагал Кисель, как перспективный единый государственный язык Московского государства и Речи Посполитой. План Киселя избрать московского государя королём Речи Посполитой — вассалом римского папы — в соответствии с православным принципом Симфонии означал пусть расплывчатую и широкую, но некую новую унию. Развитие всей этой многоконфессиональной и межконфессиональной учёности вначале не приветствовалось Московским государством, на границе которого в результате с конца 16 века стали не только крестить иудеев, но и проводить новое крещение вообще всех въезжающих из Речи Посполитой, хотя, например, обычно даже римокатоликам, как исповедующим наиболее близкую, халкидонскую веру, достаточно причащения. Положение кардинально изменилось только после присоединения Украины к России и введения в едином государстве патриархом Никоном нового единого обряда, основой которого стал обряд западнорусской церкви, что подняло авторитет западно-русских православных богословов, способных успешно спорить со старообрядцами разных направлений.
Таким образом, в России богословие исторически развивалось в рамках религиозных учебных заведений (духовных семинарий и академий), где преподавалось вместе с рядом прикладных дисциплин (устав, апологетика, церковное пение, пастырское богословие), в отличие от стран Запада, где теология всегда оставалась частью университетского образования, и на теологических факультетах многих университетов до сих пор остаются практические специализации для подготовки священников. По образцу западных университетов, сочетавших светское и духовное образование, после присоединения Украины в едином Московском государстве действовала только преобразованная позднее в Московскую духовную академию основанная по инициативе Симеона Полоцкого Славяно-греко-латинская академия (до реформ Платона (Левшина) в конце XVIII века — Славяно-Латинская, а во времена М. В. Ломоносова — Спасские школы). По уставу заведение называлось Гуманитарной академией Российского православного царства, во главе стояли греки братья Иоанникий и Софроний Лихуды — выпускники Падуанского университета. Академия должна была давать общее гуманитарное образование, изучались «семена мудрости» — науки духовные и гражданские, «начиная от грамматики, пиитики, риторики, диалектики, философии разумительной, естественной, нравной даже до богословия» — то есть, весь цикл школы от низших классов до высших. Предполагалось, что училище будет открыто для всех, независимо от социального положения. Учились от детей князей Одоевских до детей холопов, не говоря уже о свободных, в том числе, среди учащихся были Михаил Ломоносов, Леонтий Магницкий, Василий Тредиаковский, Пётр Постников и другие. По уставу в будущем, за исключением знати, только выпускники школы могли занимать государственные должности. Академия должна была получить широкую автономию — согласно уставу профессора и учащиеся подчинялись собственной юрисдикции. Но в 1694 году Лихуды были отстранены от преподавания в академии по предложению в своё время направившего их патриарха Досифея Иерусалимского, так как православное духовенство опасалось, как бы академия, куда Лихуды принимали на работу теологов, не стала проводником ересей, и, действительно, под влиянием теологии и схоластики её духовные лица поначалу вмешивались в светские дела и проводили экспертизу «на православие».

## XVIII—XIX века
В 1724 году лейб-медик Лаврентий Блюментрост, впоследствии первый попечитель Московского университета, представил по указанию Петра I в Сенат регламент устройства в России высшего учебного учреждения — Академии наук и при ней университета и гимназии. Предполагалось, что в университете будут три факультета: юридический, медицинский и философский, на которых должны читаться лекции по математическим и гуманитарным наукам, а богословский факультет, в отличие от всех известных тогда университетов, не предусматривался. Сенат это утвердил.

Проект об Учреждении Московского университета, утверждённый Елизаветой Петровной в 1755 году, также явно исключал богословие из основной структуры университета:
§ 4. Хотя во всяком Университете кроме философских наук и юриспруденции должно такожде предлагаемы быть богословские знания, однако попечение о богословии справедливо оставляется святейшему Синоду.
В результате в XVIII веке Академический университет Петербургской Академии наук и Московский университет отличались от всех остальных во всём мире тем, что в них не было богословского факультета (кафедра богословия в Московском появилась в 1819 году). Это стало особенностью всех, кроме Дерптского, теологический факультет которого готовил лютеранское духовенство, университетов Российской империи. После раздела Польши в юрисдикции России был также Виленский университет с теологическим факультетом, но при его закрытии в результате восстания 1830 года теологический факультет был преобразован в Римско-католическую духовную семинарию и затем переведён в Петербург. Одновременно c Виленским был закрыт и основанный Александром в 1817 году Варшавский университет с теологическим факультетом. Этот университет и его теологический факультет возобновили свою деятельность только в 1869 году. До революции структура богословского образования России включала в себя духовные училища, семинарии, академии (последние только в начале XIX века стали продолжением семинарского образования), в университетах России православных богословских факультетов не было. Но многие высокообразованные богословы преподавали светские дисциплины на различных кафедрах, в том числе, на кафедрах нравственных и политических наук. С начала XIX века в университетах появились кафедры богословия, всеобщей церковной истории, русской церковной истории, канонического права, которые чаще всего возглавляли священнослужители — кандидаты, магистры и доктора богословия, церковной истории и церковного права. Однако в XIX веке взаимодействие духовной и светской высших школ оставалось весьма ограниченным. Герцен в воспоминаниях отмечал, что в Московском университете только выпускники богословских школ хорошо и правильно понимали философию. Для предотвращения правильного понимания и распространения зарубежных философских учений в России согласно уставу 1884 года, отменённому в 1904 году, способные научить хорошо понимающих философию богословов производству взрывчатых веществ выпускники гимназий и реальных училищ не могли поступать в духовные семинарии, а обучавшиеся в духовных семинариях — в университеты, кроме филологических факультетов, лишь к концу XIX века отличникам семинарий разрешили поступать в Варшавский (уже в 1886 — на историко-филологический и физико-математический факультеты), Томский и Юрьевский университеты. Но многие видные деятели науки, естествознания, медицины России всё же учились в духовных школах (например, профессора Пётр Кудрявцев, Павел Некрасов, члены-корреспонденты Академии наук Иакинф (Бичурин), Александр Воскресенский, Василий Болотов, академики Михаил Сперанский, Василий Ключевский, Иван Павлов, Алексей Ухтомский и др.).
Православное богословие оказало большое влияние на развитие Московской математической школы
. Но православная традиция показывает, что несмотря на пользу преподавания богословия в вузах как факультативного предмета светские учебные заведения не могут готовить православных богословов. После того, как в XVII веке сформировалась так называемая «киевская учёность», на базе которой возникли духовные академии и семинарии, даже эти учебные заведения с самого начала жили замкнутой жизнью, оторванной от церковной действительности. Противостояние между монастырями и духовными школами можно проследить на протяжении всего синодального периода. Сложились две богословские традиции, два подхода к духовной жизни. Монастыри продолжали жить наследием Древней Церкви и Византии; основными источниками оставались творения Отцов Восточной Церкви; упор делался на практическое освоение святоотеческого наследия, а не на теоретическое обоснование истин христианской веры. В духовных школах, напротив, было сильно влияние сначала католической схоластики (XVII—XVIII века), а затем и протестантского рационализма (XIX век); преподаватели и студенты увлекались модными западными философскими течениями. К началу XX века две стороны перестали не только понимать, но и слышать друг друга: они говорили на разных языках, пользовались разным понятийным аппаратом, апеллировали к разным авторитетам.

## 1917—1991
За время советской власти в России было уничтожено преподавание богословия и церковной истории в светских высших учебных заведениях.

## Современность
После распада Советского союза появилась светская богословская специальность под названием «теология». В МГУ открыта кафедра церковной истории. Для специальности «Филология» была введена теологическая специализация с присвоением квалификации: «Филолог со знанием основ теологии». Были введены специализация «Церковное шитьё» для специальности «Декоративно-прикладное искусство и народные промыслы», специализация «Иконопись» по специальности «Живопись», а также обсуждается введение специализации «Регентование» по специальности «Хоровое дирижирование».
В современной российской системе светского образования предпринята попытка дать следующее определение теологии, разработанное при участии Православного Свято-Тихоновского гуманитарного университета: «Теология — это комплекс наук, которые изучают историю вероучений и институционных форм религиозной жизни, религиозное культурное наследие (религиозное искусство, памятники религиозной письменности, религиозное образование и научно-исследовательскую деятельность), традиционное для религии право, археологические памятники истории религий, историю и современное состояние взаимоотношений между различными религиозными учениями и религиозными организациями. Предметом теологии являются накопленные в течение длительного исторического срока религиозный опыт, памятники религиозной культуры, а также интеллектуальное и духовное богатство», при этом в государственных вузах в число дисциплин христианской теологии входят в том числе догматическое и литургическое богословие. По мнению религиоведа Марианны Шахнович такое определение теологии противоречит многолетней богословской традиции и содержит, скорее, характеристику проблемного поля религиоведческой науки.
Противники добавления теологии в программу российских университетов указывают на существенную разницу между образовательными структурами России и Запада: «в отличие от России, в других странах — участницах Болонского соглашения нет системы государственной аттестации, а учёные степени присуждаются конкретным университетом или иным учебным заведением», что позволяет тем странам Запада, где религия отделена от государства, как сказано в одном из решений Верховного суда США, «для предотвращения разложения власти и деградации религии», избежать неконституционного признания системы религиозных догматов на государственном уровне.
Согласно Приказу № 1010 от 06.04.2000 Министерства образования и науки Российской Федерации, специальность 520200 «Теология» была расположена в разделе 520000 «Гуманитарные и социально-экономические науки» Перечня направлений подготовки и специальностей высшего профессионального образования (приложение № 2).
В последующем, после принятия Приказа Минобрнауки России «Об утверждении и введении в действие федеральных государственных образовательных стандартов высшего профессионального образования», специальность Теология (квалификация (степень) «магистр» и «бакалавр») должна была быть изменена на № 033400 того же раздела вложения.
17 января 2011 года министр образования и науки России А. А. Фурсенко издал Приказ № 49 «Об утверждении и введении в действие федерального государственного образовательного стандарта высшего профессионального образования по направлению подготовки 033400 Теология (квалификация (степень) „магистр“)». В России 36 вузов, в том числе 21 государственный, сегодня выдают дипломы бакалавров и магистров теологии. Согласно стандарту «образование специалистов теологии не преследует цели подготовки священнослужителей». Но аккредитованные Министерством образования и науки духовные школы Русской православной церкви помимо богословского диплома об окончании семинарии церковного образца выдают дипломы «бакалавра теологии» государственного образца, так как в курсе «Сравнительное богословие» они изучают и основы других религий.
Государственный апостиль может быть поставлен только на дипломы по теологии (ВАК); степени по богословию, присвоенные религиозными образовательными организациями (духовные академии и семинарии), в Российской Федерации апостилированы не могут быть, поскольку для апостилирования принимаются только документы о присуждении степени государственного образца.

### Степень кандидата теологии
В современной России теология долгое время не входила в государственный перечень научных специальностей. Представители православия и других конфессий добивались её включения в этот перечень, против чего выступали министр образования А. Фурсенко, эксперты ВАКа, некоторые академики Российской академии наук и часть научной общественности (см. Письмо десяти академиков). В феврале 2008 года 225 докторов и кандидатов наук выступило за официальное признание теологии отдельной отраслью науки, на что в марте того же года последовала негативная реакция СМИ и части научного сообщества.
Теология как «учение о Боге», то есть, дисциплина, связанная с религиозной философией, не входила в российскую номенклатуру специальностей научных работников; диссертации по вопросам теологии представляются к защите по научной специальности 09.00.13 — «Религиоведение, философская антропология, философия культуры». Также Министерство образования и науки РФ предполагает, что вместо открытия научной специальности «Теология» в паспорт научной специальности «История» или же любой другой гуманитарной дисциплины будет заложена возможность защитить диссертацию духовного содержания.
С 1 сентября 2014 года в России вступил в силу приказ Министерства образования и науки РФ об утверждении федерального государственного образовательного стандарта высшего образования подготовки кадров высшей квалификации (аспирантура) по направлению «теология». Направлению присвоен код 48.06.01. Но направленность (специальность научного работника) диссертации может быть либо по утверждённому государством списку, в котором «теологии» пока нет, либо по конфессиональному документу, можно и сочетать. Обучаться можно только в вузе или в научной организации и только христианской, исламской, буддийской или иудейской теологии какой-либо зарегистрированной в РФ конфессии, но не языческой, тенгрианской, шаманской, межконфессиональной, межпланетной, межгалактической, сектантской и т. д. теологии.
11 октября 2015 года в России был принят паспорт научной специальности по направлению теология, предполагающий защиту кандидатских и докторских диссертаций по данному направлению.
Вместе с тем, согласно Закону об образовании в Российской Федерации, положениям о лицензировании образовательной деятельности и государственной аккредитации, федеральным образовательным стандартам по направлению теология — богословские степени и богословские звания, присуждённые и (или) признанные на территории Российской Федерации или за рубежом, признаются. Присуждение и (или) признание богословских степеней на территории Российской Федерации законодательно не регламентировано, в связи с чем де-юре и де-факто признаются богословские степени, присуждённые за рубежом и подтверждённые апостилем государства, выдавшего богословскую степень (англ. Doctor of Divinity и Doctor of Theology). Де-факто признаются также богословские степени, выданные образовательными организациями, принимающими защиту богословских степеней в рамках дополнительного образования, однако в рамках действующего законодательства они могут быть легитимны в статусе почётной степени Honoris Causa по богословию.
30 мая 2016 года приказом Министерства образование и науки Российской Федерации создан объединённый диссертационный совет Общецерковной аспирантуры и докторантуры имени святых равноапостольных Кирилла и Мефодия, Православного Свято-Тихоновского гуманитарного университета, Московского государственного университета имени М. В. Ломоносова и Российской академии народного хозяйства и государственной службы при Президенте Российской Федерации «пo защите диссертаций на соискание учёной степени кандидата наук, на соискание учёной степени доктора наук Д 999.073.04 по научной специальности 26.00.01. — Теология (исторические науки, философские науки)».
В конце мая 2017 года в России защитили первую диссертацию по теологии. Защита диссертации по теме «Разрешение проблем русского богословия XVIII века в синтезе святителя Филарета, митрополита Московского» декана богословского факультета Православного Свято-Тихоновского гуманитарного университета протоиерея Павла Хондзинского прошла в Общецерковной аспирантуре и докторантуре им. Кирилла и Мефодия. В июле 2017 года в Минобрнауки была подана апелляция.
В 2015—2023 годах в России защитили четыре кандидатские и две докторские диссертации по теологии.

### Болонский процесс в РПЦ
По инициативе патриарха Кирилла в РПЦ начинается реформирование духовного образования. Преобразования нацелены на интеграцию российского духовного образования в европейское и отечественное образовательное и научное пространство. Главная цель реформы — это повышение уровня качества духовного образования России.
В соответствии с Болонским процессом духовное образование в РПЦ будет трёхуровневым:
- Первый уровень — это бакалавриат: 4 года (обязательных) и 1 год (пастырский и практический) обучения в Семинарии, итогом которого становится написание дипломной работы на соискание степени «Бакалавр богословия».
- Второй уровень — это магистратура: 2-годичная программа в духовных академиях, итогом которой становится написание магистерской диссертации на соискание степени «Магистр богословия».
- Третий уровень — это аспирантура: 3-годичная программа в духовных академиях, итогом которой становится написание кандидатской диссертации на соискание степени «Кандидат богословия» (в европейской классификации — «Доктор теологии I степени»).
- Особо отличившиеся кандидаты богословия могут продолжить заниматься богословскими дисциплинами в докторантуре при Общецерковной аспирантуре и докторантуре им. свв. Кирилла и Мефодия, а также в Славяно-Греко-Латинской Академии, и защитить докторскую диссертацию на соискание степени «Доктор богословия» (в европейской классификации — «Доктор теологии II степени» или Doctor of Divinity).

В 2010 году формирование трёхуровневого духовного образования, в соответствии с Болонским процессом, практически завершено пока только в двух высших учебных заведениях РПЦ на её канонической территории — в Ужгородской богословской академии им. свв. Кирилла и Мефодия и Православном Свято-Тихоновском гуманитарном университете в Москве.
Богословские учёные степени, и в том числе степень кандидата богословия, сегодня присваиваются Учёным советом, отдельно существующим в каждой духовной академии, после успешной защиты соответствующей диссертации. Сегодня при защите кандидатской диссертации в одной из духовных академий имеется практика обязательного получения отзыва от стороннего оппонента из другой духовной академии. В дальнейшем предполагается создание системы, при которой студент аспирантуры, пишущий свою кандидатскую диссертацию в одной из духовных академий, будет защищать свой научный труд не в своей альма-матер, а в другой духовной академии или гуманитарном университете.